# Isuzu KB
Isuzu KB är en serie pickups som byggts av Isuzu sedan 1972. De har sålts under många olika namn i olika delar av världen: enbart i Sverige har den hetat Bedford KB, Isuzu Pick Up, Isuzu Campo och Opel Campo. "KB" var Isuzus interna modellbeteckning på den första generationen men användes också som namn på många marknader fram tills modellen ersattes av Isuzu D-Max 2002. D-Max har sålts i Sverige sedan september 2007.

## Första generationen

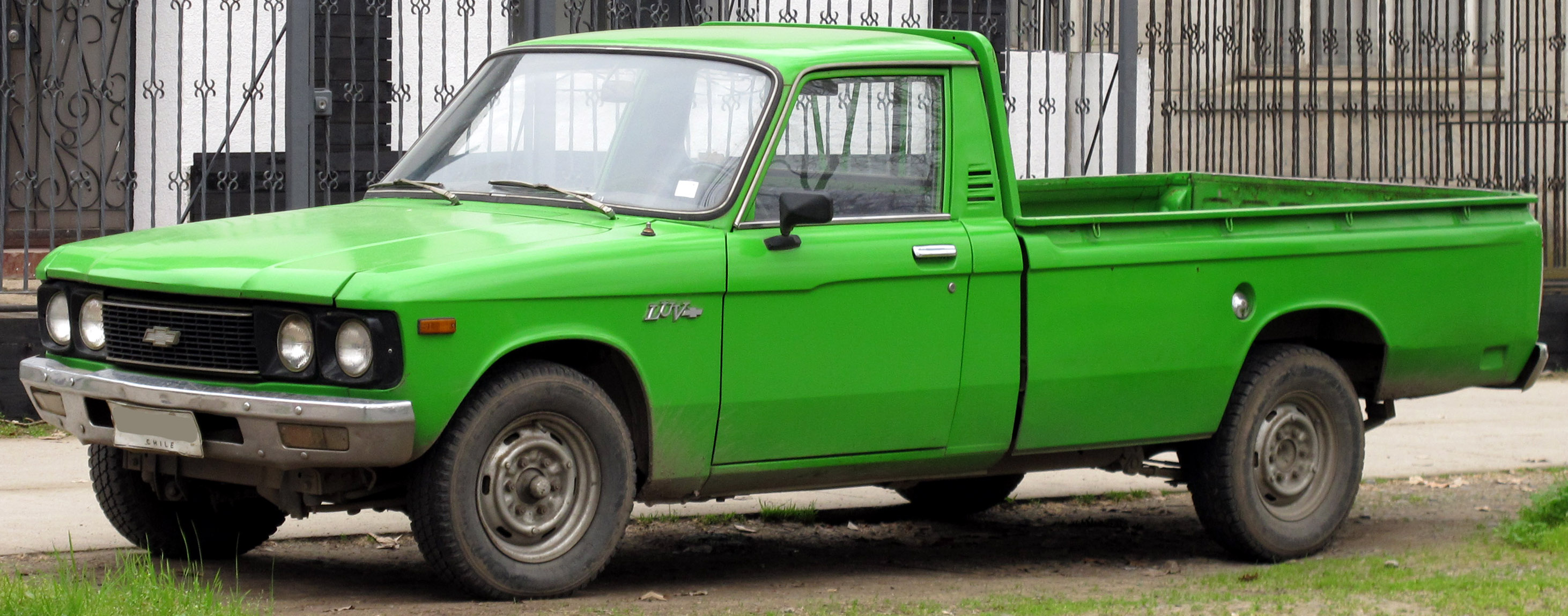
Första generationen, här en 1978 Chevrolet LUV med lång hjulbas (KB25)

Den första generationen såldes mycket i Europa, även Sverige, som en Bedford, eftersom distributionen handhades av General Motors. Den delade sina främre karosspaneler och mycket av inredningen med familjebilen Isuzu Florian. Den här modellen nådde också stort genomslag i USA, där den hette Chevrolet LUV. Två olika hjulbaser fanns och fyrhjulsdrift kom 1978. En modell med dubbelkabin fanns också tillgänglig men är mycket ovanlig; den använder alla fyra dörrarna från Florian.

## Andra generationen

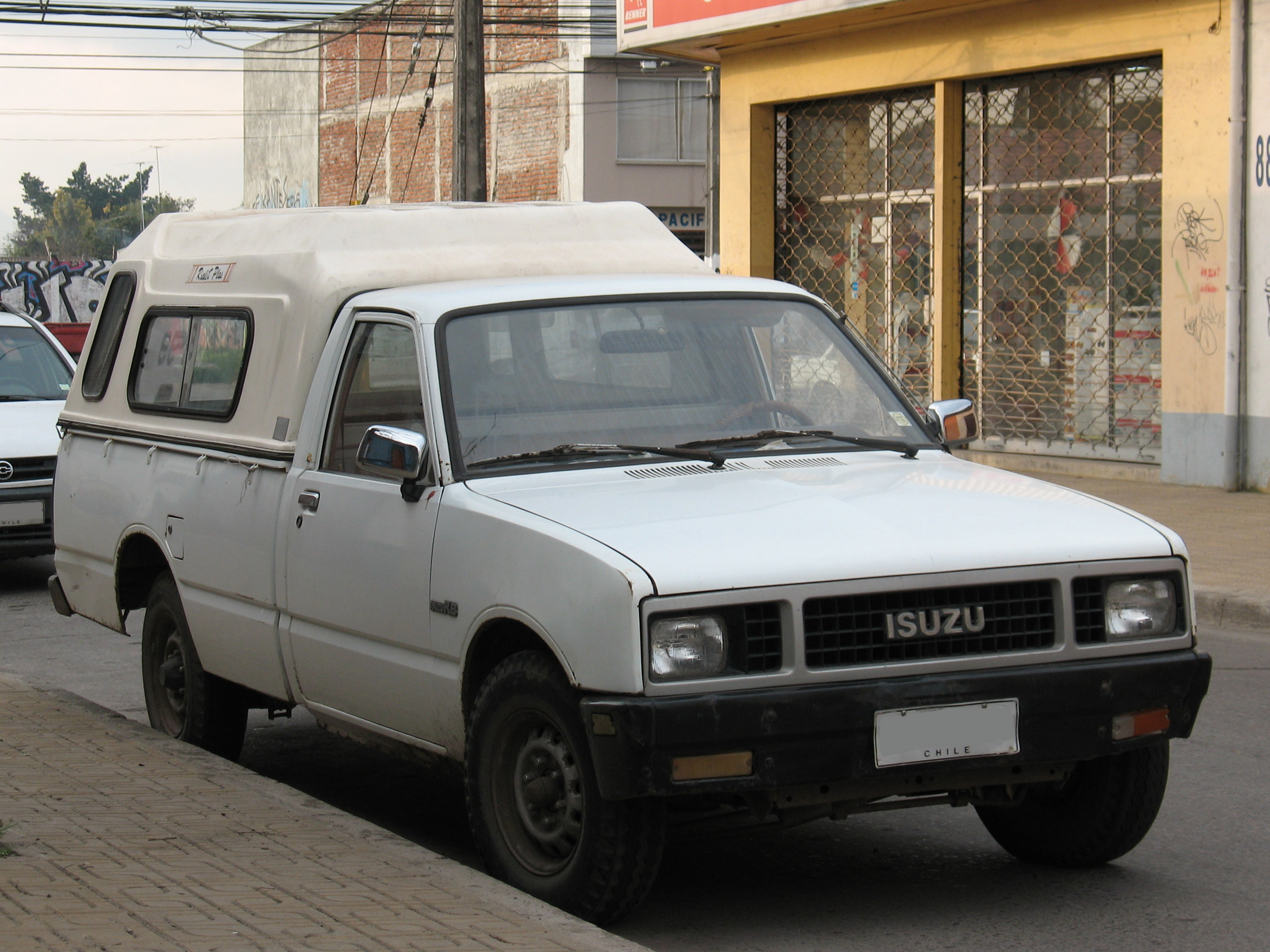
Isuzu KB 1988

Den andra generationen kom under 1980 och såldes först som Bedford Pickup. Våren 1982 fick den lov att börja säljas under Isuzus eget namn i Sverige, som "Isuzu Pick Up." Modellkoden förblev KB. I Sverige fanns den bara med den längre hjulbasen och var till att börja med enbart tillgänglig med en 1951 cm³ dieselmotor på 54 hk och fyrhjulsdrift (KBD41). En bakhjulsdriven version (KBD26) erbjöds också. Detta var den första Isuzun att säljas under sitt eget namn i Sverige sedan det kortlivade försöket med Isuzu Bellett 1965.
Den här generationen var lite modernare och komfortablare i framtoningen. Till singel- och dubbelkabiner tillkom nu en lite längre "Space Cab" variant. En mängd motorvarianter på mellan 1,6 och 2,3 liter (bensin) och 1,95 eller 2,2 liter (diesel) erbjöds i resten av världen.

## Tredje generationen

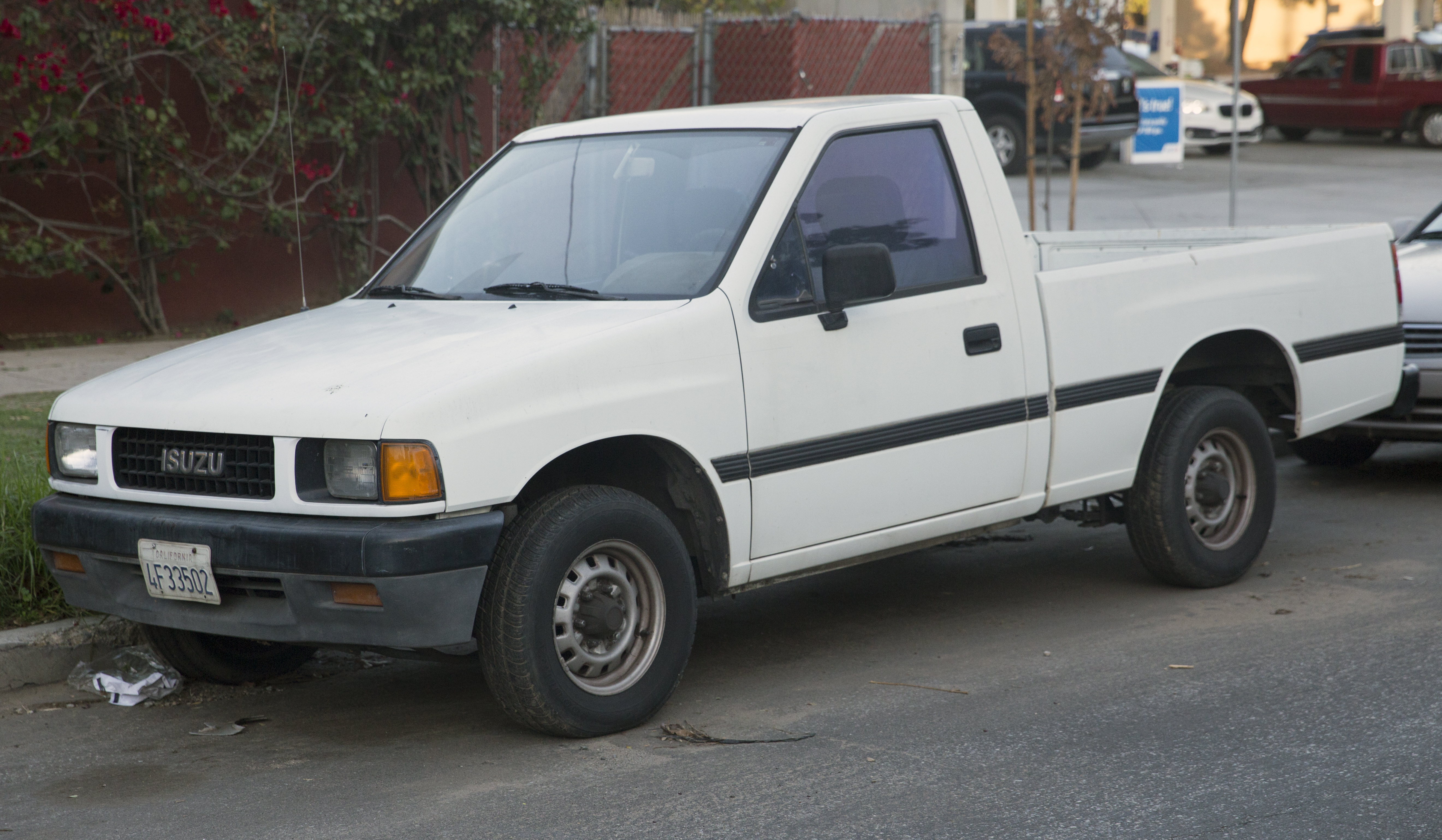
1990 Isuzu Pickup (TF, USA)

Den tredje generationen (modellkod TF) kom under 1988 och fortsatte byggas fram till 2002 (med en facelift 1997). Den var mer aerodynamisk än den kantiga andra generationen, och motorvalet var större. Toppmodellen i vissa länder fanns nu med en 3,2-liters bensindriven V6a (sedan 1998). Den här modellen blev även bas för SUVarna Isuzu Rodeo och Isuzu Amigo, mer kända som Opel Frontera och Frontera Sport i Sverige. Den såldes först som Isuzu Campo i Sverige, men General Motors bytte senare till att kalla den Opel Campo. I England och Portugal hette den Bedford Brava när den introducerades i oktober 1988; på den brittiska marknaden döptes den om till Vauxhall när Bedfordnamnet pensionerades i slutet av 1990. Portugal, där den också sammansattes för en del Europeiska marknader, fick nu en Opel Campo som i resten av Europa. På vissa marknader, såsom Sydafrika, såldes den fortfarande som Isuzu KB. Isuzu TF ersattes av Isuzu D-Max under 2002, även om produktionen i en del länder, till exempel Colombia, fortsatte fram till 2010.

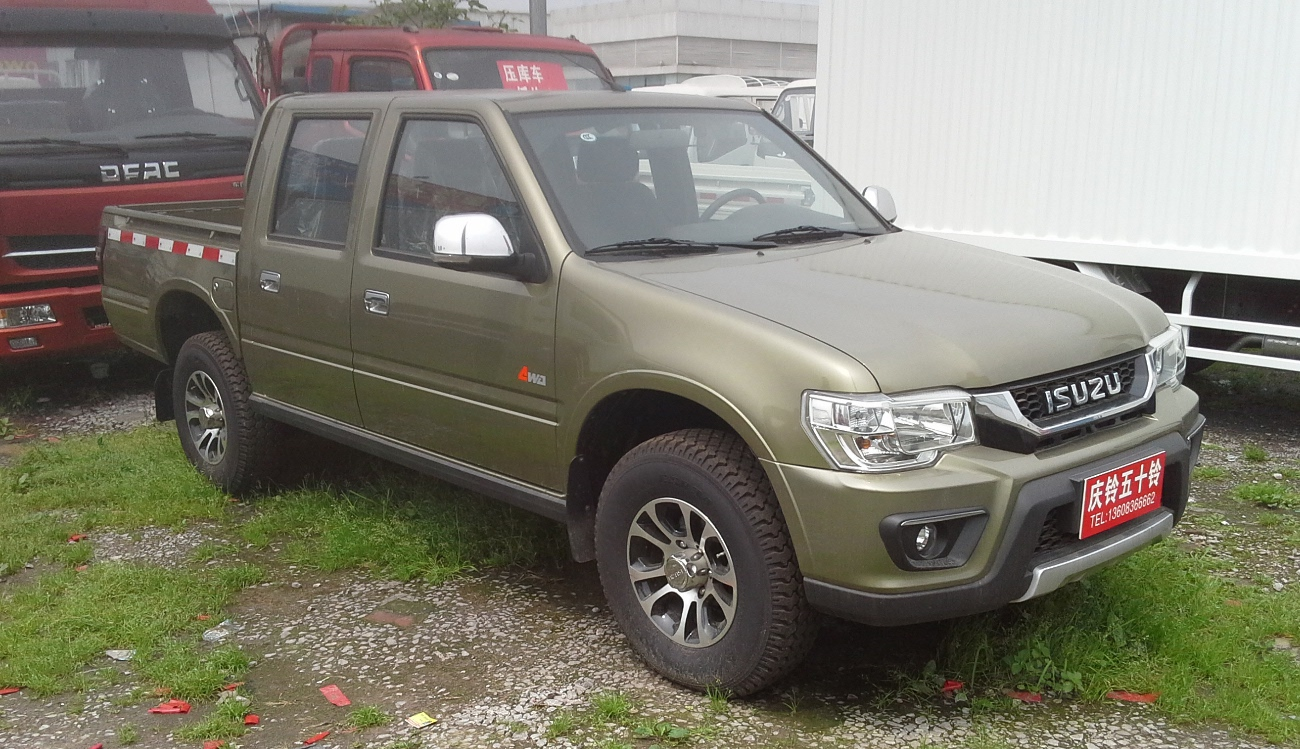
Andra faceliftmodellen av tredje generationen (Qingling-Isuzu TF, Kina)

Den tredje generationen blev även licenstillverkad i ett stort antal länder i Sydamerika, Asien, Australien, och Portugal. Kinesiska kopior har byggts av ett tjogtal fabrikanter, de flesta olicensierade. Den verkar fortfarande finnas tillgänglig ny i Kina, där Isuzus lokala partner Qingling (som byggt modellen sedan 1993) gav den en facelift runt 2015.